# Tasman United
El Tasman United es una franquicia de fútbol de la ciudad de Nelson, Nueva Zelanda que juega en la Premiership, primera división del país.
Tras varias candidaturas fallidas, la ciudad de la Isla Sur logró ingresar un equipo a la máxima categoría neozelandesa en diciembre de 2015 para que participara por primera vez en la temporada 2016-17. En la antigua Liga Nacional, Nelson había sido representada por última vez en la temporada 2000.

## Historia

### Antecedentes

#### National League
La ciudad de Nelson tuvo su primera representación a nivel nacional en la época de la National Soccer League. En la edición 1977 hubo una expansión de 10 a 12 clubes y el Nelson United fue uno de los tres equipos nuevos. El elenco tuvo varias participaciones regulares, terminando por lo general a mitad de tabla, hasta que en 1980 terminó último, lo que provocó el descenso a las ligas regionales. Aun así, tres años después el club de Nelson volvió a obtener el ascenso a la máxima categoría.
Nuevamente, sus participaciones fueron irregulares hasta que en 1988 se posicionó penúltimo y volvió a sufrir el descenso. Pero el mismo panorama volvió a repetirse, y al haber pasado tres años, en 1991 el Nelson United volvió a posicionarse en la élite del fútbol neozelandés. A Partir de entonces, el torneo comenzó a sufrir diversos cambios de formato, pasando de ser una competición dividida en grupos regionales a un campeonato cerrado, por lo que el Nelson United perduró en primera división sin lograr destacarse demasiado. En el 2000, por razones financieras, la Asociación de Fútbol de Nueva Zelanda expulsó al elenco de la National League.

#### Nelson Falcons
Así, la ciudad de Nelson se quedó sin representante en la competición futbolística más importante del país. En 2004, la National League fue remplazada por el Campeonato de Fútbol de Nueva Zelanda, un torneo a base de franquicias con un sistema cerrado, sin ascensos ni descensos. En ese momento, no hubo intención en la ciudad de presentar una candidatura, ni cuando surgió la posibilidad en 2009, momento en el que el Canterbury United amenazó con abandonar la liga por razones económicas. Durante ese tiempo, el Nelson Suburbs ganó en cuatro ocasiones la Mainland Premier League, una de las competiciones regionales de la Isla Sur. En 2012 la ciudad logró que una franquicia recién fundada, el Nelson Falcons, ingresara en la ASB Youth League, torneo en el que participan jugadores menores de 20 años. En 2013, la NZF planeó un cambio de equipos por primera vez, por lo que en la ciudad se decidió presentar una candidatura para lograr que el Falcons estuviera presente en ambos frentes. Aunque no fue aceptada para participar en la primera división, el equipo mantuvo su lugar en la liga de reserva. Tras una primera temporada irregular, en la que solo se rescató el haber terminado invicto de local, el club llegó a la final en 2014, donde perdió frente al Auckland City Youth por 3-0. En 2015 volvió a ser uno de los animadores del título y terminó llevándose el trofeo luego de que el Waitakere United Youth, que había liderado la tabla durante gran parte del torneo, dejara en el camino varios puntos en las últimas fechas.

### Creación del Tasman United
Al exitoso antecedente del Nelson Falcons en la Youth League se sumó el título del Nelson College en la National Secondary Schools Football de 2015, torneo que engloba a los colegios secundarios de todo el país. Con este panorama, Nelson Bays Football presentó su candidatura a la NZF en noviembre de 2015. El plan del ente futbolístico neozelandés era expandir la liga nacional de ocho a diez equipos para la temporada 2016-17. Luego de vencer a otras cinco candidaturas, el Tasman United fue aceptado como uno de los clubes en la recién expandida competición el 16 de diciembre de 2015.

## Datos del club
- Temporadas en la Premiership de Nueva Zelanda: 2
- Mejor puesto en la fase regular: 6.º (2017-18)
- Peor puesto en la fase regular: 8.º (2016-17)
- Mejor puesto en los playoffs: Nunca se clasificó
- Mayor goleada conseguida:
  - En campeonatos nacionales: 5-2 vs. Southern United (2016-17), 4-1 vs. Hamilton Wanderers (2017-18) y 3-0 vs. Auckland City (2017-18)
- Mayor goleada recibida:
  - En campeonatos nacionales: 0-4 vs. Auckland City (2016-17) y 1-5 vs. Team Wellington (2016-17)

## Palmarés
Incluyendo a su antecesor, el Nelson Falcons.

### Tasman United Youth
- Liga Juvenil de Nueva Zelanda (1): 2014.